# Funció de Hann

La funció de Hann (esquerra), i la seva freqüència de resposta (dreta)

La funció de Hann, que porta el nom del meteoròleg austríac Julius von Hann, és una funció finestra discreta donada per
{\displaystyle w(n)={\frac {1}{2}}\;\left(1-\cos \left({\frac {2\pi n}{N-1}}\right)\right)}
o
{\displaystyle w(n)=\sin ^{2}\left({\frac {\pi n}{N-1}}\right)}
o, en termes de la funció haversine, 
{\displaystyle w(n)=\operatorname {hav} \left({\frac {2\pi n}{N-1}}\right).}

## Espectre
La finestra de Hann és una combinació lineal de finestres rectangulars modulades {\displaystyle w_{r}=\mathbf {1} _{[0,N-1]}}. De la fórmula d'Euler
{\displaystyle w(n)={\frac {1}{2}}\,w_{r}(n)-{\frac {1}{4}}e^{\mathrm {i} 2\pi {\frac {n}{N-1}}}w_{r}(n)-{\frac {1}{4}}e^{-\mathrm {i} 2\pi {\frac {n}{N-1}}}w_{r}(n)}
A causa de les propietats bàsiques de la transformada de Fourier, el seu espectre és
{\displaystyle {\hat {w}}(\omega )={\frac {1}{2}}{\hat {w}}_{r}(\omega )-{\frac {1}{4}}{\hat {w}}_{r}\left(\omega +{\frac {2\pi }{N-1}}\right)-{\frac {1}{4}}{\hat {w}}_{r}\left(\omega -{\frac {2\pi }{N-1}}\right)}
amb l'espectre de la finestra rectangular
{\displaystyle {\hat {w}}_{r}(\omega )=e^{-\mathrm {i} \omega {\frac {N-1}{2}}}{\frac {\sin(N\omega /2)}{\sin(\omega /2)}}}
Si les finestres es desplacen al voltant de 0, el factor de modulació s'esvaeix i els signes que hi ha al davant de 1/4 termes canvien a +.

## Nom
La funció de Hann és el nom original, en honor de Julius von Hann. Tanmateix, a vegades també s'anomena erròniament «funció de Hanning», derivada del document en què va ser anomenada, on el terme «penjar un senyal» (hanning a signal) va significar aplicar la finestra de Hann. La confusió va sorgir de la funció de Hamming similar, que porta el nom de Richard Hamming.

## Ús
La funció de Hann s'utilitza normalment com a funció finestra en el processament de senyals digitals per seleccionar un subconjunt d'una sèrie de mostres per tal de realitzar una transformada de Fourier o altres càlculs.
Per exemple (utilitzant la versió contínua per il·lustrar)
{\displaystyle S(\tau )=\int w(t+\tau )f(t)\,dt}
L'avantatge de la finestra de Hann és un aliàsing molt baix i la compensació és una disminució de la resolució (ampliació del lòbul principal).